# Dovhe, Strîi
Dovhe (în ucraineană Довге) este un sat în comuna Stankiv din raionul Strîi, regiunea Liov, Ucraina.

## Demografie
Componența lingvistică a localității Dovhe
     Ucraineană (99,9%)
     Alte limbi (0,1%)
Conform recensământului din 2001, majoritatea populației localității Dovhe era vorbitoare de ucraineană (99,9%), existând în minoritate și vorbitori de alte limbi.